# Cuq (Tarn)
Cuq település Franciaországban, Tarn megyében. Lakosainak száma 488 fő (2022. január 1.). Cuq Jonquières, Guitalens-L’Albarède, Lautrec, Puycalvel, Serviès és Vielmur-sur-Agout községekkel határos.

## Népesség
A település népességének változása:
| Lakosok száma | 489  | 494  | 504  | 495  | 494  | 502  | 501  | 495  | 488  |
|               | 2013 | 2015 | 2016 | 2017 | 2018 | 2019 | 2020 | 2021 | 2022 |